# Рагу ала болонезе
Рагу ала болонезе (на италиански: Ragù alla bolognese, букв. Рагу по болонски) е традиционно италианско рагу от кайма смес от кухнята на Болоня. Традиционно се сервира с яйчени талиатели (tagliatelle al ragù), но се използва и за овкусяване на други видове паста като лазаня на фурна (овкусена с бешамел) и традиционното „бедняшко“ ястие от миналото – полента.
Много често срещана употреба в чужбина на това рагу е за овкусяване на спагети (погрешно наричани „спагети ала болонезе“), особено в Северна Европа, където се продават и в консервени кутии. Това ястие, вече е широко разпространено и в Италия, не трябва да се приписва на болонската кухня, тъй като емилианската кухня винаги е предпочитала яйчена сфоля (кори), обикновено прясна, в сравнение с пастата от твърда пшеница, обикновено суха.

## История
Италианската дума ragù е от френски произход – от термина ragoût, което навремето е означавал всички онези заготовки, при които месото (понякога риба или зеленчуци) се е нарязвало на малки парченца и след това се е задушавало на слаб огън за дълго време. Не е ясно кога терминът започва да се използва в Италия, но ragù вече присъства на трапезите на ренесансовите аристократи, първоначално като ястие само по себе си (както все още е във френската кухня) и едва по-късно започва да се използва за овкусяване на паста.
Първият писмен източник, който съобщава за рецепта за рагу с цел овкусяване на паста, е ръкопис от края на 18 век на Алберто Алвизи – готвач на кардинал Барнаба Киарамонти, епископ на Имола и бъдещ папа Пий VII.
Рецептата, първоначално състояща се от пържено говеждо месо с „аромати“ (целина, моркови и лук), свинска мас и масло, претърпява вариации с течение на времето, основната от които е включването на домат (или по-често – на доматен концентрат).
През октомври 1982 г. делегацията от Болоня на Италианската кулинарна академия подава рецептата за рагу ала болонезе в Търговската, промишлената, занаятчийската и селско-стопанската палата на Болоня, за да гарантира приемственост и уважение към гастрономическата традиция на Болоня в Италия и по света.

## Рецепта
Приготвянето на рагу ала болонезе претърпява вариации с течение на времето, напр. вариантът на Пелегрино Артузи в неговото ръководство от 1891 г. все още не включва домати. В момента най-разпространената традиционна версия в Болоня, макар и с малки вариации от семейство до семейство, е тази, депозирана в Търговската камара.

### Съставки
(за 4 човека)
- 300 г смляна наедро говежда кайма смес със свинска[8]
- 150 г свинска панчета
- 50 г морков
- 50 г стъбло целина
- 50 г златист лук
- 1 супена лъжица зехтин
- 20 г троен доматен концентрат (или в актуализираната версия - 300 г доматенa пасата или белени домати) [8]
- ½ чаша червено или сухо бяло вино
- 1 чаша пълномаслено мляко
- малко бульон
- сол и черен пипер

### Приготовление
В тиган (теракотен или от дебел алуминий) в зехтина се запържва леко ситно нарязаната панчета. След това се добавят ситно нарязаните целина, морков и лук, които се задушават за 5 мин. Добавя се каймата, огънят се засилва и се разбърква добре с черпак, за да се запържи до цвърчене. Сместа се намокря с виното и се бърка внимателно, докато виното не се изпари напълно. След това се добавя доматеният концентрат (или пасата-та, или белените домати), покрива се с капак и се оставя да къкри на бавен огън около два часа, като при необходимост се долива горещ зеленчуков бульон. Към края може да се добави мляко, за да се придаде кремообразност и да се намали киселинността на домата. Накрая се добавят сол и черен пипер на вкус.
Ако рагуто се използва за овкусяване на суха паста, е възможно да се добави сметана, получена при кипване на литър пълномаслено мляко. За талиатели или друга прясна яйчена паста употребата ѝ не се препоръчва.